# Adina binti Othman
Pour les articles homonymes, voir binti Othman.
Adina binti Othman, de son nom complet Datin Paduka Dayang Hajah Adina binti Othman, appelée en malais Yang Mulia, est une haute fonctionnaire et ministre déléguée brunéienne.
Elle a été ministre déléguée de la Culture, de la Jeunesse et des Sports de 2010 et 2015 et a été la première femme au Brunei à occuper un poste de ministre déléguée.

## Biographie
Adina binti Othman est titulaire d'un baccalauréat universitaire en droit et en étude de l'Asie du Sud-Est. Elle est également titulaire d'un diplôme d'études supérieures en administration des archives. Avant sa nomination comme ministre déléguée, Adina binti Othman a passé 32 ans à travailler au ministère de la Culture, de la Jeunesse et des Sports.
Au cours de sa carrière professionnelle de haut fonctionnaire au ministère, elle a occupé un certain nombre de postes, dont celui d'agent des tâches spéciales, de responsable des affaires de la Jeunesse et des sports et de directrice du développement communautaire. En dehors du département de la jeunesse et des sports, elle a également travaillé pour le département des musées.
En 2009, elle a reçu le prix du Brunei de la Femme leader dans la société civile. Sur la base de son travail pour le développement de la jeunesse et de la communauté, elle a été nommée représentante du Brunei à la Commission de l'Association des nations de l'Asie du Sud-Est (ASEAN) pour la promotion et la protection des droits des femmes et des enfants en avril 2010. Auprès de cet organisme, elle a représenté Brunei en ce qui concerne notamment les questions relatives aux droits de l'enfant. Elle a occupé ce poste de représentante jusqu'en octobre 2011,.
Adina binti Othman a été nommée au poste de ministre déléguée par le sultan Hassanal Bolkiah le 29 mai 2010, dans un geste considéré comme un apport de « sang neuf » au sein du gouvernement. Elle a été ministre par intérim pendant une partie de l'année 2015. Son mandat ministériel a pris fin lors du renouvellement gouvernemental du 22 octobre 2015, elle n'est pas reconduite dans ses fonctions.
Elle a publié un certain nombre d'articles dans des revues à comité de lecture.